# 費爾菲爾德 (緬因州普查規定居民點)
費爾菲爾德（英語：Fairfield）是位於美國緬因州薩默塞特縣的一個普查規定居民點。

## 人口
根據2020年美國人口普查的數據，費爾菲爾德的面積為5.26平方千米，當中陸地面積為4.76平方千米，而水域面積為0.50平方千米。當地共有人口2616人，而人口密度為每平方千米497.34人。